# Cris de panique
Pour plus de détails, voir Fiche technique et Distribution.
Cris de panique (Latidos de pánico) est un film d'horreur gothique espagnol réalisé par Paul Naschy, qui y reprend son personnage d'Alaric de Marnac (inspiré de Gilles de Rais) dix ans après Horror Rises from the Tomb (El espanto surge de la tumba).

## Synopsis
Paul et Geneviève de Marnac, bourgeois parisiens, se retirent quelque temps dans la demeure familiale. Geneviève, déjà fragilisée par des problèmes cardiaques, se retrouve persécutée par un aïeul de son mari, le sadique chevalier Alaric de Marnac.

## Fiche technique
- Titre original : Latidos de pánico
- Titre français : Cris de panique
- Réalisation : Paul Naschy
- Scénario : Paul Naschy
- Photographie : Julio Burgos
- Musique : Moncho Alpuente et Servando Carballar
- Pays d'origine :  Espagne
- Durée : 94 minutes
- Date de sortie : 20 mai 1983

## Distribution
- Paul Naschy : Paul / Alaric de Marnac
- Julia Saly : Geneviève
- Frances Ondiviela : Julie
- Lola Gaos : Mabile
- Silvia Miró : Mireille
- Manuel Zarzo : Dr. Lacombe